# Iki (filosofia)
Iki (いき?) è la pronuncia giapponese dell'ideogramma cinese sui (粹). La parola entrò in uso nel XVII secolo: pronunciata alla cinese, indicava «cose degne di particolare considerazione», forse abbreviazione di bassui ("eccellente"). 
Nel periodo Genroku il termine sui compare nella letteratura erotica, per indicare «persone assai esperte nelle arti dell'amore» e «profonde conoscitrici delle emozioni umane». Successivamente, nel periodo Bunka-Bunsei, questa parola venne usata per definire l'estetica dei luoghi in cui si esercitava la prostituzione, e quindi un certo stile di comportamento tipico della geisha. 
Iki era dunque la capacità di destreggiarsi emotivamente in situazioni di tensione, la capacità di coniugare spontaneità e artificio raggiungendo un grado di raffinatezza supremo sia sul piano etico che su quello estetico. Da questo grado superlativo del comportamento derivò all'iki/sui il significato di "essenza".
Per Shūzō Kuki questa parola riassume l'essenza della cultura giapponese in quanto racchiude in sé "seduzione", "energia spirituale", "rinuncia". Tre virtù tradizionalmente espresse dalle figure emblematiche del Giappone: la geisha, il samurai, il bonzo.

## I tre momenti della struttura dell'iki
Il primo, la "seduzione" sessuale costituisce la caratteristica dominante; gli altri due - il secondo, l'"energia spirituale", e il terzo, la "rinuncia" - ne determinano la coloritura etnica e storica. La determinazione d'essere originaria della seduzione è la possibilità del rapporto duale.
Ma l'"energia spirituale" - secondo attributo - infonde più tensione e più durata alla possibilità di apertura all'altro ("seduzione"). Vale a dire che l'"energia spirituale" potenzia l'essenza della seduzione.
Anche la "rinuncia" - terzo attributo - non è affatto incompatibile con la "seduzione". La quale, proprio in quanto non raggiunge il suo fine ipotetico, rimane fedele a se stessa.
Allora, che la "seduzione" sappia rinunciare al suo fine ipotetico non solo non è un controsenso, ma è appunto ciò che permette il dispiegarsi della sua essenza originaria. Si determina un'affermazione che poggia su una negazione. In breve nel modo d'essere iki la "seduzione" viene limitata fino alla sua compiutezza ontologica da l'"energia spirituale" e dalla "rinuncia". In tal senso l'iki è dunque la quintessenza della seduzione.
(Shūzō Kuki)

## Esempi diiki

### Esempi noniki
Per comprendere l'iki sono utili degli esempi atti a esplicitarne le sfumature sottilmente erotiche del concetto. 
L'erotismo occidentale pertanto appare troppo allusivo anche dei gesti delle Veneri scolpite che coprono le nudità, come ad esempio i nudi delle riviste. Ma anche le allusioni occidentali come strizzare l’occhio o tendere le labbra.
Una ghirlanda di svastica non è iki. I motivi figurati non sono iki, a differenza di quelli geometrici. I colori sgargianti.

### Esempiiki

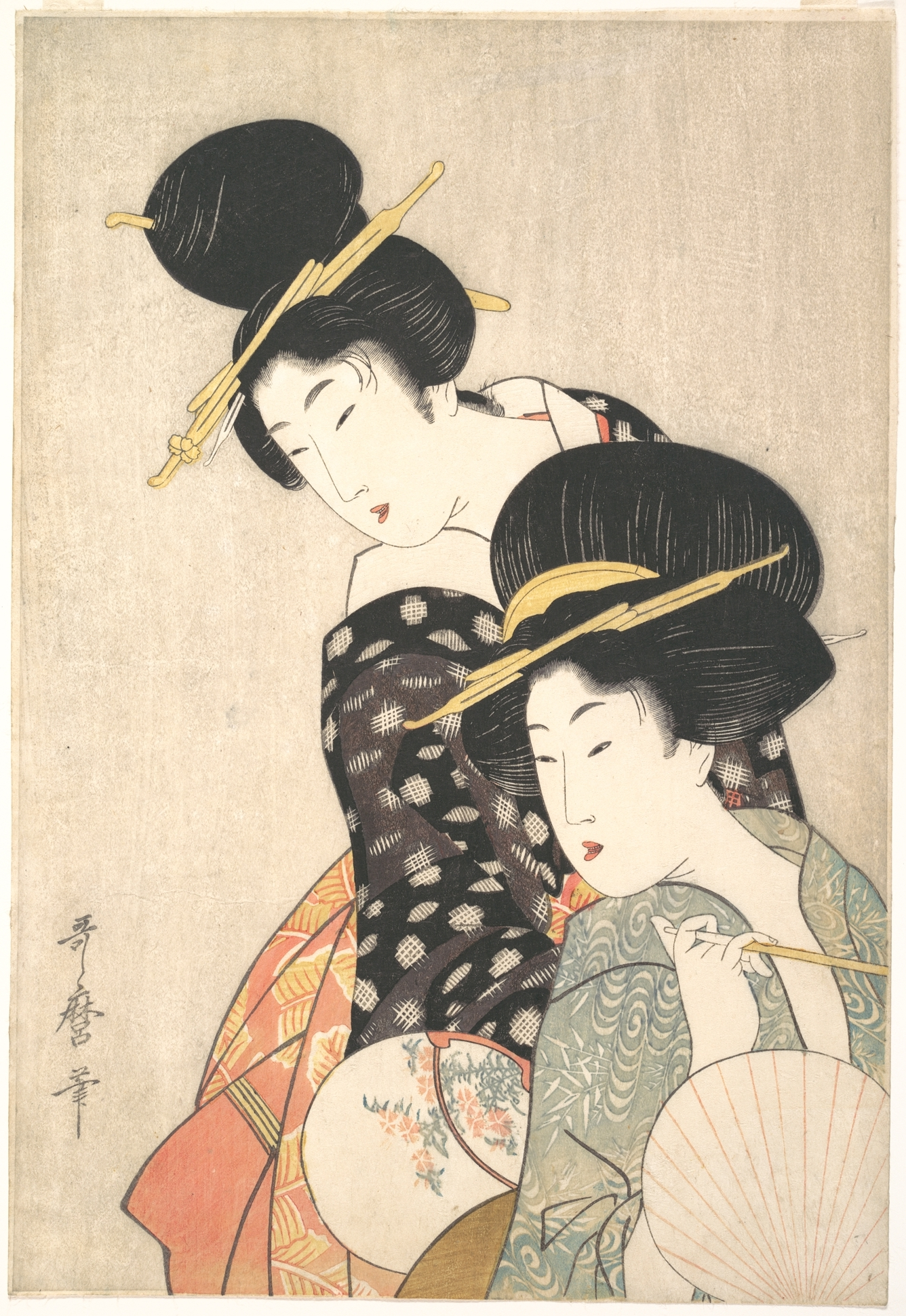
Esempio di bellezza iki nello sguardo allusivo, del volto slanciato e nella posizione inclinata atta a rompere l’equilibrio in una stampa di Utamaro

Tra gli esempi iki troviamo il vestito di stoffa trasparente a contatto con la pelle. Oppure una donna appena uscita dal bagno. L’attribuito estetico è simile a quello occidentale (odierno), ossia di una figura slanciata. Lo sguardo non deve mai essere troppo diretto ma di sottecchi, atto a richiamare seduzione e allusione. La bocca è piccola e con il rossetto atta a mostrare una tensione con un sorriso malinconico e non evidente. Il trucco è appena accennato per non cadere nel volgare. Questa rappresentazione è tipica di molti ukiyo-e di Utamaro.
Sono inoltre iki non solo certe acconciature codificate ma anche i capelli annodati frettolosamente e tuttavia ancora scomposti. Il colore dei capelli è in genere nero e mai biondo, come tipicamente sono quelli delle donne giapponesi. Il piede nudo è iki, così come le movenze eleganti delle mani.
Un kimono con righe verticali in un corpo slanciato è iki, all’opposto un corpo grasso con le righe verticali non lo è. Per essere iki un colore deve rientrare nelle gamme di grigio, marrone e blu.